# SIPA S.90
Die SIPA S.90 war ein leichtes Sport- und Reiseflugzeug des französischen Herstellers Société industrielle pour l’aéronautique.

## Geschichte und Konstruktion
Die SIPA S.90 wurde von Yves Gardan für die Société industrielle pour l’aéronautique (SIPA) anlässlich eines Wettbewerbs der französischen Regierung für ein leichtes Sportflugzeug, das von den französischen Aeroclubs verwendet werden sollte, entwickelt. Der Prototyp flog erstmals am 15. Mai 1947. Die Konstruktion gewann den Wettbewerb. Das Flugzeug war als Tiefdecker mit festem Spornradfahrwerk und zwei nebeneinander befindlichen Sitzen ausgelegt. Die ersten vier Maschinen wurden von einem 75 PS (56 kW) starken Mathis-G4F-Motor angetrieben.
Einhundert Exemplare wurden von der französischen Regierung für die Aeroclubs bestellt. Diese Exemplare wurden von dem 75 PS (56 kW) leistenden Minie-4DC-Motor angetrieben und wurden als SIPA S.901 bezeichnet. Das erste dieser bereitgestellten Flugzeuge hielt seinen Jungfernflug am 25. Juni 1948 ab. Verschiedene Motoren wurden später in der S.901 installiert, was zu neuen Modellnummern führte. Später wurden neun Maschinen mit Sperrholz statt der üblichen Stoffbespannung beplankt.

## Varianten
- S.90: 4 Exemplare mit Mathis G4F (56 kW)
- S.901: 100 Stück mit Minie 4Dc-32 (56 kW). Die meisten wurden später auf andere Motoren umgerüstet
- S.902: S.901 mit Continental C85-12F (63 kW)
- S.903: S.901 mit Continental C90-14F (67 kW)
- S.904: S.901 mit Salmson 5AQ-01 (56 kW)
- S.91: 2 S.902 mit Sperrholz beplanktem Rumpf und Tragflächen
- S.92: 1 S.91 mit Sperrholz beplanktem Rumpf und Tragflächen, mit Mathis 4GB-62 (63 kW)
- S.93: 1 S.91 mit Sperrholz beplanktem Rumpf und Tragflächen, mit Salmson 5AQ-01 (56 kW)
- S.94: 5 S.91 mit Sperrholz beplanktem Rumpf und Tragflächen, mit Continental C90-8F (67 kW)

## Technische Daten
| Kenngröße             | Daten (S. 901)             |
| --------------------- | -------------------------- |
| Besatzung             | 1                          |
| Passagiere            | 1                          |
| Länge                 | 5,76 m                     |
| Spannweite            | 8,75 m                     |
| Höhe                  | 1,76 m                     |
| Flügelfläche          | 11,2 m²                    |
| Flügelstreckung       | 6,8                        |
| Leermasse             | 366 kg                     |
| max. Startmasse       | 600 kg                     |
| Höchstgeschwindigkeit | 200 km/h                   |
| Dienstgipfelhöhe      | 4000 m                     |
| Reichweite            | 500 km                     |
| Triebwerke            | 1 Kolbenmotor Minié 4DC-32 |